# Fort St. Joseph (Ontario)
Fort St. Joseph ist ein ehemaliger britischer Außenposten am südlichsten Punkt von St. Joseph Island in Ontario, Kanada und seit 1923 eine National Historic Site of Canada erklärt.
Das Fort bestand aus einem Blockhaus, einem Pulvermagazin, einem Bäckereigebäude, einem indischen Gemeindehaus und einem Lagerhaus, das von einer Palisade umgeben war. Das Fort St. Joseph, das sich auf einer Fläche von rund 325 Hektar entlang des St. Mary’s River befand, war der Schauplatz des ersten Angriffs im Britisch-Amerikanischen Krieg von 1812. Das Fort war nicht nur ein wichtiger militärischer Außenposten, sondern auch ein wichtiger Treffpunkt für Handel und Gewerbe in der Region. Während seiner kurzen, aber berühmten Besetzung war es der westlichste Außenposten des britischen Empire.
Bis in die frühen 1920er Jahre hatte sich niemand ernsthaft mit der vergessenen Festung beschäftigt. Zu dieser Zeit begann die Sault Ste. Marie Historical Society die Ruinen zu erkunden. Erst kurz nach dem Zweiten Weltkrieg wurde eine Straße zur alten Festung gebaut und ein kleiner Rastplatz eingerichtet. Die Universität von Toronto zeigte in den späten 1950er Jahren Interesse an dem Gelände und die Teams begannen in den Sommern 1963 und 1964 mit archäologischen Ausgrabungen. Erst 1974 übernahm Parks Canada die Kontrolle über das Gelände und es wurde ein Besucherzentrum errichtet. Heute werden archäologische Ausgrabungen fortgesetzt und bei jeder neuen Ausgrabung werden viele neue Artefakte entdeckt. Der Park zieht jährlich Hunderte von Besuchern an.